# Конфлікт в Еквадорі (2024)
Конфлікт в Еквадорі — збройний конфлікт у Еквадорі між урядом країни та кількома організованими злочинними угрупованнями, насамперед Лос Чонерос.
По всьому місту Гуаякіль відбувалися численні збройні напади, переважно у в'язницях, на ринках, дорогах та в університетах. Масштабні атаки стали відповіддю на втечу лідера Лос Чонерос в Гуаякілі та оголошення президентом Данієлем Нобоа надзвичайного стану.

## Передумови
Еквадор розташований між Колумбією та Перу, двома основними країнами-виробниками кокаїну. Еквадор має порівняно з іншими південноамериканськими державами розвинену продовольчу інфраструктуру, а також гавань Гуаякіль і важливий порт, який майже не контролюється еквадорською владою. До 2016 року політично-кримінальне угруповання Революційних збройних сил Колумбії (ФАРК) відповідало за торгівлю кокаїном між Колумбією та Еквадором. Коли ФАРК підписали мирну угоду з колумбійським урядом і вийшли з основних районів виробництва кокаїну, деякі члени угруповання, що перейшли на бік влади, заснували власні наркобанди. Оскільки колумбійська влада краще контролювала гавані та аеропорти, наркотрафік з Колумбії зменшився, а наркобізнес перемістився до Еквадору.
За даними Vox, зниження попиту на кокаїн у США та мирний процес у Колумбії створили вакуум, в якому албанські, мексиканські та венесуельські злочинні угруповання намагалися контролювати шляхи наркотрафіку з Еквадору. Колишній міністр внутрішніх справ і голова Національної поліції Перу Едуардо Перес Роха заявив, що зростання насильства в Еквадорі пов'язане з венесуельським угрупованням «Трен де Арагуа».
Після 2018 року Еквадор зіткнувся з хвилею насильства, коли країна стала критично важливим пунктом транзиту кокаїну, а наркоугруповання конкурують за контроль над наркотрафіком та в'язницями. Сотні в'язнів загинули в кривавих тюремних боях.
2019 року спалахнули масові заворушення у відповідь на заходи жорсткої економії. 10 жовтня столицю Кіто захопили протестувальники, змусивши президента Морено перенести уряд до Гуаякіля. Повернення субсидій на пальне поклало край цим сутичкам.
7 січня лідер Лос Чонерос Хосе Адольфо Масіас Вільямар втік із в'язниці в місті Гуаякіль, у день його запланованого переведення до в'язниці суворого режиму. Наступного дня влада повідомила про події, висунувши звинувачення двом тюремним охоронцям. 9 січня лідер іншого злочинного угруповання, Лос Лобос, Фабрісіо Колон Піко також втік з в'язниці в місті Ріобамба через чотири дні після того, як був заарештований за замах на вбивство генеральної прокурорки країни Діани Салазар-Мендез.
Після втечі президент Данієль Нобоа оголосив надзвичайний стан на 60 днів, надавши владі повноваження призупинити права людей і дозволивши мобілізувати військових у в'язницях. Заворушення почалися в багатьох в'язницях по всьому Еквадору. Відбулася серія нападів, у тому числі напади з використанням вибухівки на підприємства і приватні автомобілі, а також вибух біля будинку голови Верховного суду. У ніч на 8 січня четверо поліцейських були викрадені в Кіто і Кеведо.
Аналітики розвідки заявили, що напади могли бути спровоковані, принаймні частково, нещодавнім розслідуванням зв'язків між наркоторговцями, злочинними угрупованнями і політичними діячами. Операція під назвою «Метастази» базується на політичному порядку денному Данієля Нобоа. У грудні 2023 року понад двадцять еквадорських високопосадовців і суддів були заарештовані за підозрою у злочинній діяльності на користь наркоторговця.

## Конфлікт
9 січня озброєні групи в Еквадорі виступили з погрозами війни, що змусило президента країни оголосити стан збройного внутрішнього конфлікту і санкціонувати військові операції проти цих груп. Того ж дня бойовики Лос Чонерос увірвалися до студії телеканалу TC Televisión в Гуаякілі, де взяли в заручники журналістів під час прямого ефіру. Пізніше того ж дня еквадорська поліція здійснила рейд на телестудію, звільнила журналістів і заарештувала членів банди, після чого з'явилося відео, на якому їх виводять на вулицю в супроводі поліції. Один журналіст отримав поранення у ногу, іншому працівнику телеканалу зламали руку. Повідомлялося, що деякі з нападників були неповнолітніми.
У Кіто о 15:00 з метою безпеки були евакуйовані чиновники президентського палацу Каронделет в історичному центрі та інші державні установи. Всі види бізнесу припинили свою комерційну діяльність. Поблизу обеліска де ла Вісентіна був закладений вибуховий пристрій, який був знешкоджений. Також повідомлялося, що система обмеження руху транспортних засобів під назвою піко-і-плака (ісп. pico y placa) була призупинена до подальших розпоряджень.
Кілька лікарень у Гуаякілі стали об'єктами насильницьких дій. Напади на лікарні варіювалися від пограбувань медичного персоналу до стрілянини по медичних установах. Під час нападу біля лікарні Сейбос були застрелені співак Дієго Гальярдо і старшокласник, які отримали вогнепальні поранення. Обидва лікувалися в одній лікарні, де Гальярдо помер від отриманих поранень.

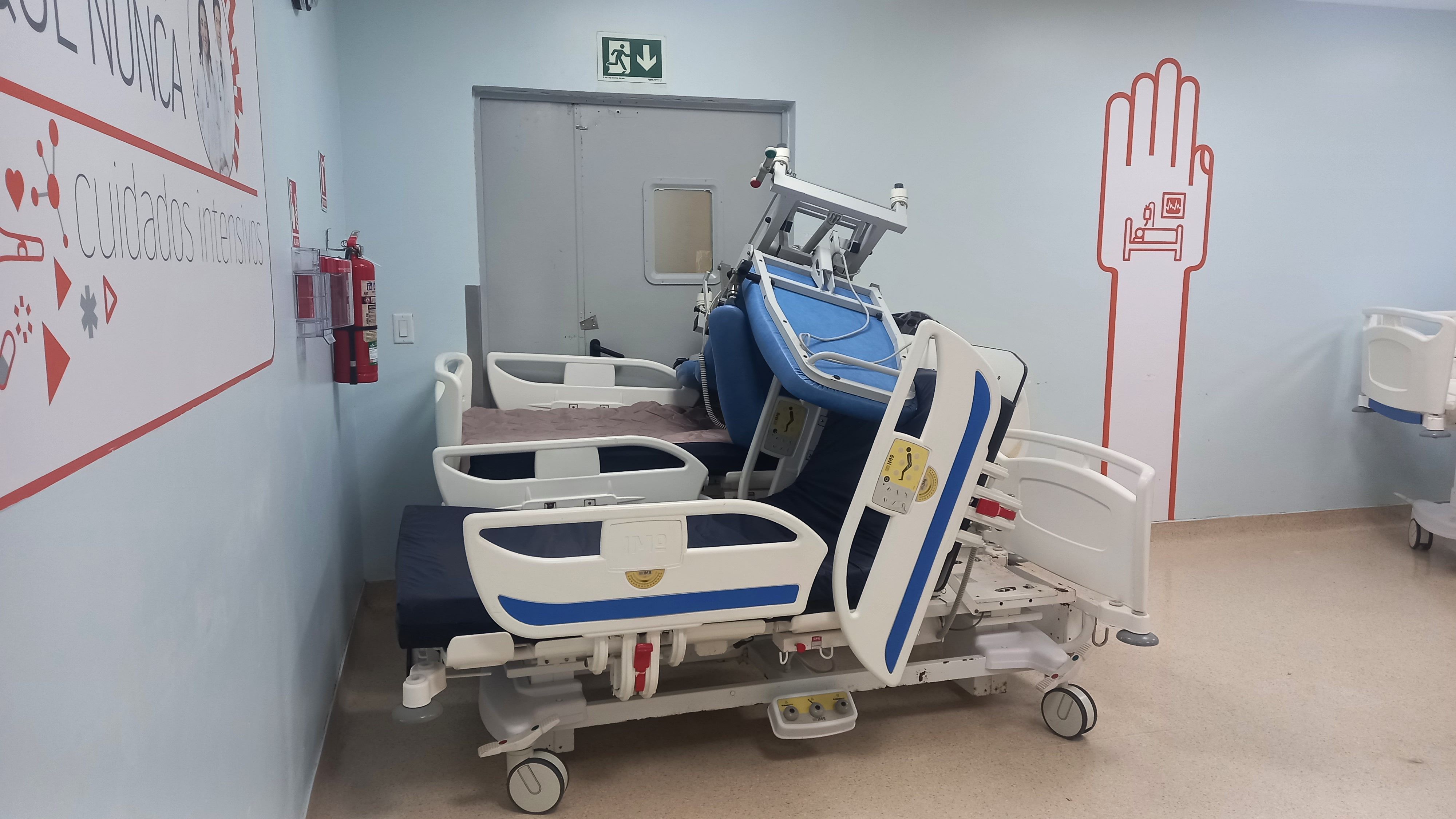
Барикади у лікарнях у місцях атак

Одночасно інша група захопила в заручники поліцейських, змусивши їх прочитати повідомлення, в якому події характеризувалися як реакція на надзвичайний стан, запроваджений Нобоа. Крім того, інцидент з викраденням людей стався в кампусі університету Гуаякіля, де студенти забарикадувалися в аудиторіях.
Повідомлялося про кілька нападів на цивільних осіб. У торговому центрі Albán Borja в Гуаякілі було застрелено двох цивільних осіб. В Нобілі під час нападу вбито двох поліцейських. В Інтернеті почали поширюватися відео, на яких страчують тюремних охоронців, тоді як інші бойовики вимагали діалогу з президентом Нобоа, погрожуючи продовжувати вбивати більше охоронців. В одному з бандитських оголошень містилася погроза вбити будь-кого, хто вийде на вулицю після 23:00. В місті Есмеральдас підпалили два автомобіля та заправку. Повідомлялося також про вибухи по всій країні, зокрема в Гуаякілі, Куенці, Мачалі, Лосі та у провінціях Есмеральдас та Лос-Ріос.
Банки, ринки і магазини були закриті по всій країні в таких містах, як Кіто, Гуаякіль і Лос-Вальєс, щоб захистити торговців і покупців від збройних нападів.
11 січня двоє людей загинули й ще дев'ять отримали поранення в результаті підпалу нічного клубу в місті Кока, який також знищив 11 магазинів. Президент заявив, що країна перебуває у стані війни з наркогрупуваннями.

## Відповідь влади
Президент Данієль Нобоа своїм декретом оголосив, що країна переживає внутрішній збройний конфлікт і наказав Збройним силам провести воєнні операції для нейтралізації збройних угруповань. Глава Збройних сил Еквадору Хайме Вела Ерасо заявив у відповідь на цей декрет, що не буде жодних переговорів з озброєними групами. Нобоа визначив ці організовані злочинні групи як «терористичні організації та войовничі недержавні суб'єкти». Згодом Національна асамблея одноголосно схвалила ці заходи.
Того ж дня Міністерство освіти призупинило очні заняття і запровадило дистанційне навчання до 12 січня.
Нобоа оголосив, що транспорт у Кіто припинить роботу, за винятком метрополітену Кіто, який працюватиме з обмеженою кількістю зупинок і годин. Він також заявив, що міжнародний аеропорт Маріскаль Сукре в Кіто залишатиметься відкритим, але з посиленими заходами безпеки. Нобоа також заявив, що ув'язнені іноземці мають бути депортовані, щоб зменшити кількість ув'язнених.

## Реакція

### Внутрішня
- Конфедерація корінних народів Еквадору та Еквадорська єпископальна конференція закликали до національної єдності для подолання ситуації безпрецедентного насильства, спричиненого організованою злочинністю. Вони підкреслили, що влада повинна діяти в рамках чинного законодавства. Крім того, вони підкреслили, що держава не повинна використовувати цю кризу як привід для схвалення непопулярних законів або політики, які негативно впливають на більшість населення[43][44].

- Колишній президент Еквадору Рафаель Корреа висловив свою підтримку рішенню нинішнього президента Данієля Нобоа оголосити внутрішній збройний конфлікт в країні. Він схвалив наказ Нобоа про застосування збройних сил Еквадору і закликав до національної єдності[45].

### Міжнародна

#### Держави
- Аргентина: Уряд Аргентини висловив підтримку владі та народу Еквадору в їхній боротьбі з організованою злочинністю, яка прагне підірвати верховенство права[46].Міністерка безпеки Патрісія Буллріч оголосила, що уряд запропонує збройну допомогу Еквадору, заявивши, що наркоторгівля є континентальною проблемою[47].
- Бразилія: Уряд Бразилії висловив стурбованість насильницькими інцидентами в Еквадорі. Він також висловив свою солідарність як з урядом Еквадору, так і з еквадорським народом, який став жертвою цих нападів[48].
- Венесуела: Президент Ніколас Мадуро написав у Twitter: «Я рішуче засуджую насильство, розв'язане еквадорськими злочинними угрупованнями, яке ставить під загрозу безпеку і мир нашої братньої республіки, і висловлюю від імені Венесуели нашу солідарність з народом і урядом Еквадору в цій боротьбі з лихом організованої злочинності. Я вірю у швидке відновлення порядку та в своєчасну дію правосуддя проти інтелектуальних і матеріальних авторів цих неприйнятних терористичних актів»[49].
- Домініканська Республіка  Коста-Рика  Панама: Три країни спільно висловили свою підтримку та солідарність з урядом Еквадору[50]. Президент Панами Лаурентіно Кортісо також висловив жаль з приводу кризи в Еквадорі та висловив солідарність з президентом Нобоа[51].
- Китай: 10 січня країна оголосила про закриття свого посольства та консульств в Еквадорі на невизначений термін[52].
- Колумбія: Міністерство закордонних справ Колумбії у своєму пресрелізі висловило підтримку демократичним інститутам і верховенству права сусідньої країни. Воно також висловило солідарність з постраждалими й побажання відновлення громадського порядку[53]. Колумбійська армія повідомила про посилення заходів безпеки на кордоні з Еквадором[14].
- Мексика: Посолка Мексики в Еквадорі Ракель Серур закликала до спокою. Вона закликала всіх дотримуватися інструкцій місцевої влади, намагатися залишатися вдома і уникати відвідування масових заходів[54].
- Нідерланди: Міністерство закордонних справ застерегло людей, які подорожують до Еквадору, не відвідувати прикордонну зону з Колумбією і рекомендувало здійснювати лише необхідні поїздки до провінції Есмеральдас[55]. Після екстреного заклику телеведучого Роба Камфуса в X, до Еквадору був відправлений спеціальний рейс авіакомпанії KLM, щоб вивезти з країни сімох нідерландців[56][57][58].
- Парагвай: Парагвай висловив свою солідарність з народом і урядом Еквадору на тлі делікатної ситуації з внутрішньою безпекою[59].

- Перу: Прем'єр-міністр Альберто Отарола оголосив надзвичайний стан на кордоні з Еквадором і віддав наказ про розгортання перуанської армії для посилення підрозділів Національної поліції[30][60], направлених міністром внутрішніх справ Віктором Торресом Фальконом[61][62].
- Росія: Країна попередила громадян утриматися від поїздок до Еквадору[63].
- Сполучені Штати: Посол Браян А. Ніколс заявив: «Ми надзвичайно стурбовані насильством і викраденнями, що відбуваються сьогодні в Еквадорі. Ми готові надати допомогу еквадорському уряду і залишатимемося в тісному контакті з президентом щодо нашої підтримки»[64]. Радник Ради національної безпеки Джейк Салліван заявив, що США віддані підтримці безпеки і процвітання еквадорців і зміцненню співпраці з партнерами, щоб забезпечити притягнення винних до відповідальності. 10 січня посольство США в Кіто припинило надавати консульські послуги[13].
- Уругвай: Міністерство закордонних справ опублікувало заяву, в якій від імені уряду Уругваю висловило свою солідарність з еквадорською владою і запевнило, що вона забезпечує відновлення внутрішнього порядку в суворих рамках наявних інститутів, що дозволяє відновити співіснування громадян[65]. Крім того, було оголошено, що посольство Уругваю уважно стежить за розвитком подій, а для громадян Уругваю в Еквадорі була відкрита лінія екстреної допомоги[66].
- Франція: Країна попередила громадян утриматися від поїздок до Еквадору[63].
- Чилі: Міністерство закордонних справ Чилі опублікувало заяву, в якій висловило свою стурбованість. Заявивши, що воно висловлює свою підтримку еквадорським інституціям і передає послання солідарності та підтримки їхній владі та народу[67].

#### Міжнародні організації
- Європейський Союз: Глава зовнішньополітичного відомства Жозеп Боррель назвав зростання активності банд прямим нападом на демократію і верховенство права[63].

- ООН: Генеральний секретар Антоніу Гутерреш висловив стурбованість погіршенням ситуації в країні, а також її руйнівним впливом на життя еквадорців[14].